# Analyse microlocale
En analyse mathématique, l'analyse microlocale est un ensemble de techniques développées depuis les années 1950, fondées sur les transformées de Fourier en relation avec l'étude d'équations aux dérivées partielles non linéaires ou à coefficients linéaires variables. Ces techniques comprennent les distributions, les opérateurs pseudo-différentiels, les fronts d'ondes, opérateurs intégraux de Fourier (en), opérateurs intégraux oscillants (en) et des opérateurs paradifférentiels.
Le terme microlocal implique une localisation non seulement par rapport à la position dans l'espace, mais aussi par rapport aux directions de l'espace cotangent (en) en un point donné. Cela est important dans les variétés de dimension supérieure à 1.